# China Open 2010 - Qualificazioni singolare femminile
Le qualificazioni del singolare femminile del China Open 2010 sono state un torneo di tennis preliminare per accedere alla fase finale della manifestazione. I vincitori dell'ultimo turno sono entrati di diritto nel tabellone principale. In caso di ritiro di uno o più giocatori aventi diritto a questi sono subentrati i lucky loser, ossia i giocatori che hanno perso nell'ultimo turno ma che avevano una classifica più alta rispetto agli altri partecipanti che avevano comunque perso nel turno finale.
Le qualificazioni del China Open  2010 prevedevano 32 partecipanti di cui 8 sono entrati nel tabellone principale.

## Teste di serie
1. Ekaterina Makarova (Qualificata)
2. Carla Suárez Navarro (ultimo turno)
3. Anastasija Sevastova (Qualificata)
4. Alla Kudrjavceva (Qualificata)
5. Roberta Vinci (Qualificata)
6. Vera Duševina (Qualificata)
7. Anna Čakvetadze (ultimo turno)
8. Arantxa Parra-Santonja (ultimo turno)

1. Akgul Amanmuradova (ultimo turno)
2. Sophie Ferguson (primo turno)
3. Vania King (ultimo turno)
4. Tathiana Garbin (ultimo turno)
5. Gréta Arn (primo turno)
6. Kateryna Bondarenko (Qualificata)
7. Jing-Jing Lu (primo turno)
8. Bojana Jovanovski (Qualificata)

## Qualificati
1. Ekaterina Makarova
2. Jing-Jing Lu
3. Anastasija Sevastova
4. Alla Kudrjavceva

1. Roberta Vinci
2. Vera Duševina
3. Kateryna Bondarenko
4. Bojana Jovanovski

## Tabellone

### Legenda
| - Q = Qualificato - WC = Wild card - LL = Lucky loser | - ALT = Alternate - SE = Special Exempt - PR = Protected Ranking | - w/o = Walkover - r = Ritirato - d = Squalificato |

### Sezione 1
|  | Primo turno | Primo turno          | Primo turno          | Primo turno | Primo turno |  |  | Ultimo turno | Ultimo turno       | Ultimo turno | Ultimo turno | Ultimo turno |  |
|  |             |                      |                      |             |             |  |  |              |                    |              |              |              |  |
|  | 1           | Ekaterina Makarova   | Ekaterina Makarova   | 6           | 6           |  |  |              |                    |              |              |              |  |
|  |             | Kacjaryna Dzehalevič | Kacjaryna Dzehalevič | 2           | 0           |  |  | 1            | Ekaterina Makarova | 6            | 1            | 6            |  |
|  | 11          | Vania King           | Vania King           | 7           | 7           |  |  | 11           | Vania King         | 1            | 6            | 3            |  |
|  |             | Zarina Dijas         | Zarina Dijas         | 5           | 5           |  |  |              |                    |              |              |              |  |

### Sezione 2
|  | Primo turno | Primo turno          | Primo turno          | Primo turno | Primo turno |  |  | Ultimo turno | Ultimo turno         | Ultimo turno         | Ultimo turno | Ultimo turno |  |
|  |             |                      |                      |             |             |  |  |              |                      |                      |              |              |  |
|  | 2           | Carla Suárez Navarro | Carla Suárez Navarro | 6           | 6           |  |  |              |                      |                      |              |              |  |
|  |             | Tat'jana Puček       | Tat'jana Puček       | 0           | 2           |  |  | 2            | Carla Suárez Navarro | Carla Suárez Navarro | 3            | 3            |  |
|  |             | Jing-Jing Lu         | 7                    | 2           | 5           |  |  |              | Jing-Jing Lu         | Jing-Jing Lu         | 6            | 6            |  |
|  | 15          | Kai-Chen Chang       | 5                    | 6           | 1r          |  |  |              |                      |                      |              |              |  |

### Sezione 3
|  | Primo turno | Primo turno          | Primo turno          | Primo turno | Primo turno |  |  | Ultimo turno | Ultimo turno         | Ultimo turno         | Ultimo turno | Ultimo turno |  |
|  |             |                      |                      |             |             |  |  |              |                      |                      |              |              |  |
|  | 3           | Anastasija Sevastova | Anastasija Sevastova | 6           | 6           |  |  |              |                      |                      |              |              |  |
|  |             | Shaozhuo Liu         | Shaozhuo Liu         | 1           | 3           |  |  | 3            | Anastasija Sevastova | Anastasija Sevastova | 6            | 7            |  |
|  | 12          | Tathiana Garbin      | Tathiana Garbin      | 7           | 6           |  |  | 12           | Tathiana Garbin      | Tathiana Garbin      | 3            | 63           |  |
|  |             | Chanelle Scheepers   | Chanelle Scheepers   | 6           | 3           |  |  |              |                      |                      |              |              |  |

### Sezione 4
|  | Primo turno | Primo turno            | Primo turno | Primo turno | Primo turno |  |  | Ultimo turno | Ultimo turno     | Ultimo turno     | Ultimo turno | Ultimo turno |  |
|  |             |                        |             |             |             |  |  |              |                  |                  |              |              |  |
|  | 4           | Alla Kudrjavceva       | 6           | 4           | 7           |  |  |              |                  |                  |              |              |  |
|  |             | Nuria Llagostera Vives | 3           | 6           | 5           |  |  | 4            | Alla Kudrjavceva | Alla Kudrjavceva | 6            | 6            |  |
|  |             | Sophie Ferguson        | 6           | 4           | 6           |  |  |              | Sophie Ferguson  | Sophie Ferguson  | 4            | 2            |  |
|  | 10          | Monica Niculescu       | 4           | 6           | 3           |  |  |              |                  |                  |              |              |  |

### Sezione 5
|  | Primo turno | Primo turno        | Primo turno        | Primo turno | Primo turno |  |  | Ultimo turno | Ultimo turno       | Ultimo turno       | Ultimo turno | Ultimo turno |  |
|  |             |                    |                    |             |             |  |  |              |                    |                    |              |              |  |
|  | 5           | Roberta Vinci      | Roberta Vinci      | 6           | 6           |  |  |              |                    |                    |              |              |  |
|  |             | Yi-Fan Xu          | Yi-Fan Xu          | 4           | 3           |  |  | 5            | Roberta Vinci      | Roberta Vinci      | 6            | 6            |  |
|  | 9           | Akgul Amanmuradova | Akgul Amanmuradova | 6           | 6           |  |  | 9            | Akgul Amanmuradova | Akgul Amanmuradova | 3            | 3            |  |
|  |             | Corinna Dentoni    | Corinna Dentoni    | 4           | 3           |  |  |              |                    |                    |              |              |  |

### Sezione 6
|  | Primo turno | Primo turno   | Primo turno   | Primo turno | Primo turno |  |  | Ultimo turno | Ultimo turno  | Ultimo turno  | Ultimo turno | Ultimo turno |  |
|  |             |               |               |             |             |  |  |              |               |               |              |              |  |
|  | 6           | Vera Duševina | Vera Duševina | 6           | 6           |  |  |              |               |               |              |              |  |
|  |             | Sacha Jones   | Sacha Jones   | 2           | 2           |  |  | 6            | Vera Duševina | Vera Duševina | 6            | 6            |  |
|  |             | Gréta Arn     | Gréta Arn     | 6           | 5           |  |  |              | Gréta Arn     | Gréta Arn     | 4            | 2            |  |
|  | 13          | Tamira Paszek | Tamira Paszek | 4           | 1r          |  |  |              |               |               |              |              |  |

### Sezione 7
|  | Primo turno | Primo turno         | Primo turno     | Primo turno | Primo turno |  |  | Ultimo turno | Ultimo turno        | Ultimo turno        | Ultimo turno | Ultimo turno |  |
|  |             |                     |                 |             |             |  |  |              |                     |                     |              |              |  |
|  | 7           | Anna Čakvetadze     | Anna Čakvetadze | 6           | 6           |  |  |              |                     |                     |              |              |  |
|  |             | Wan-Ting Liu        | Wan-Ting Liu    | 3           | 1           |  |  | 7            | Anna Čakvetadze     | Anna Čakvetadze     | 0            | 6            |  |
|  | 14          | Kateryna Bondarenko | 6               | 68          | 6           |  |  | 14           | Kateryna Bondarenko | Kateryna Bondarenko | 6            | 7            |  |
|  |             | Ying-Ying Duan      | 3               | 7           | 1           |  |  |              |                     |                     |              |              |  |

### Sezione 8
|  | Primo turno | Primo turno            | Primo turno            | Primo turno | Primo turno |  |  | Ultimo turno | Ultimo turno           | Ultimo turno           | Ultimo turno | Ultimo turno |  |
|  |             |                        |                        |             |             |  |  |              |                        |                        |              |              |  |
|  | 8           | Arantxa Parra-Santonja | Arantxa Parra-Santonja | 6           | 6           |  |  |              |                        |                        |              |              |  |
|  |             | Chen Liang             | Chen Liang             | 2           | 1           |  |  | 8            | Arantxa Parra-Santonja | Arantxa Parra-Santonja | 2            | 2            |  |
|  | 16          | Bojana Jovanovski      | Bojana Jovanovski      | 6           | 6           |  |  | 16           | Bojana Jovanovski      | Bojana Jovanovski      | 6            | 6            |  |
|  |             | Kai-Lin Zhang          | Kai-Lin Zhang          | 0           | 2           |  |  |              |                        |                        |              |              |  |